# Фогель фон Фогельштейн, Карл Кристиан
Карл Кристиан Фогель фон Фогельштейн (нем. Carl Christian Vogel von Vogelstein; 26 июня 1788, Вильденфельс, курфюршество Саксония, — 4 марта 1868, Мюнхен, Бавария) — немецкий живописец и рисовальщик, портретист академического направления.

## Биография
Карл Кристиан Фогель (с 1831 года фон Фогельштейн) родился в 1788 году в Вильденфельсе, в семье художника Кристиана Леберехта Фогеля. Первые уроки рисования получил от отца в раннем возрасте.
В 1804 году Карл Кристиан поступил в дрезденскую Академию искусств, где написал свои первые портреты. В 1807 году Фогель по приглашению барона Карла Отто фон Лёвенштерна, детям которого он давал уроки рисования в Дрездене, переехал в Дерпт в Ливонии (ныне эстонский Тарту). В 1808 году он прибыл в Санкт-Петербург, жил и работал во дворце князей Гагариных, где открыл свою мастерскую. В ней Фогель написал портреты многих российских аристократов и дипломатов, был учителем рисования князей Гагариных.
Работая в России, художник скопил средства для продолжительной поездки по Италии, в которую и отправился в 1812 году. По дороге Фогель посетил Берлин и Дрезден, где написал портреты своих родителей.
В 1813—1820 годах Фогель жил в Риме, где в тот период работали многие немецкие художники. Там он, желая быть ближе мироощущению великих художников итальянского Возрождения, в 1819 году принял католичество. Находясь в конфликтной среде между приверженцами классицистической и романтической школ живописи, Фогель искал «золотую середину» и старался держаться нейтральной позиции. Стиль его произведений был близок творчеству неоклассициста Антона Рафаэля Менгса. В Риме, как и в Дрездене, Фогель копировал большое количество картин и фресок старых мастеров.
Помимо картин религиозного содержания и пейзажей, Фогель и в Риме написал множество портретов, в том числе Бертеля Торвальдсена, Люсьена Бонапарта и — по заказу короля Саксонии — папы Пия VII. Среди своих коллег в Италии Фогель завоевал выдающееся положение. Так в 1818 году, по единогласному решению коллег, он получил ценнейшую бутылку рейнского вина урожая 1634 года, которую баварский наследный принц Людвиг подарил сообществу немецких художников в Риме в знак благодарности за их творчество.
Ещё в Санкт-Петербурге Фогель начал создавать коллекцию портретов, которые он писал со своих знаменитых современников. Во время последующих поездок он значительно увеличил коллекцию многих других произведений живописи и даже опубликовал в 1860 году каталог. К концу его жизни в этой коллекции хранилось более 700 портретов (многие с автографами изображённых лиц), имевших особенную художественно-историческую и иконографическую ценность (в том числе портрет 75-летнего Гёте). В этой коллекции также находились портреты многих известных немецких и итальянских художников, живших в первой половине XIX века: А. Кановы, И. К. Рейнхарта, К. Д. Рауха, Ф. Овербека, П. фон Корнелиуса, Ф. Фейта, Ф. Рюккерта, Л. Ф. Шнорр фон Каросфельда и других. Собрание это было принято саксонским королём Иоганном I в обмен на предоставление художнику пожизненной пенсии. Ныне эта коллекция, написанная в основном карандашом и мелками, хранится в кабинете графики Дрезденской картинной галереи.
В 1820 году, сменив погибшего от рук разбойников Герхарда фон Кюгельгена, Карл Фогель был приглашен профессором в дрезденскую Академию искусств. В Дрездене Фогель, с перерывами, жил более тридцати лет, до 1853 года. В 1830 году художник посетил Париж, в 1835 году — Лондон. В Дрездене Фогель продолжал писать портреты своих современников, в том числе создал портрет Людвига Тика и Фридриха Раумера, расписывал плафон столовой в замке Пильниц. Писал также религиозные картины — для придворной католической церкви в Дрездене, для собора в Наумбурге.
В 1824 году, после создания портретов саксонской королевской семьи Фогель стал придворным художником Саксонского королевства. В 1831 году он был возведён в дворянство с дарованием фамилии «фон Фогельштейн». В 1832 году он стал почётным членом Прусской академии искусств, академий Флоренции и Мюнхена, в следующем году —Национальной академии дизайна в Нью-Йорке. В 1833 году был принят в почётные вольные oбщники Императорской Академии xудожеств в Петербурге и удостоился чести поместить свой портрет в галерее Уффици, во Флоренции.
В 1842—1844 годах мастер предпринял вторую, более длительную поездку в Италию, в ходе которой посетил Рим, Неаполь и Помпеи. В 1856—1857 годах состоялась его третья поездка в Италию. Результатом его сотрудничества с Данте Алигьери стала монументальная картина «Данте в отношениях с Божественной комедией» (Dante in seiner Beziehung zur Divina Commedia), которая вызвала большое восхищение в Италии и была приобретена великим герцогом Тосканы для своего Палаццо делла Крочетта во Флоренции. Похожую картину Фогель создал на тему «Фауста» Гёте (1847—1852) и «Энеиды» Вергилия. Однако театральный пафос этих живописных произведений подвергся суровой критике, особенно в Германии.
В 1853 году Фогель вышел на пенсию и уехал в Мюнхен. Он продолжал создавать новые картины и воссоздавать свои ранние произведения. Из Мюнхена в 1856—1857 годах он снова поехал в Рим. Скончался в Мюнхене в 1868 году. Фогель фон Фогельштейн был женат. В 1826 году он женился на Юлии Гензикен, дочери писательницы Вильгельмины Гензикен. Его жена умерла 14 апреля 1828 года. У Фогеля был сын, Иоганнес Арнольф Лео Фогель фон Фогельштейн (1827—1889).

## Галерея

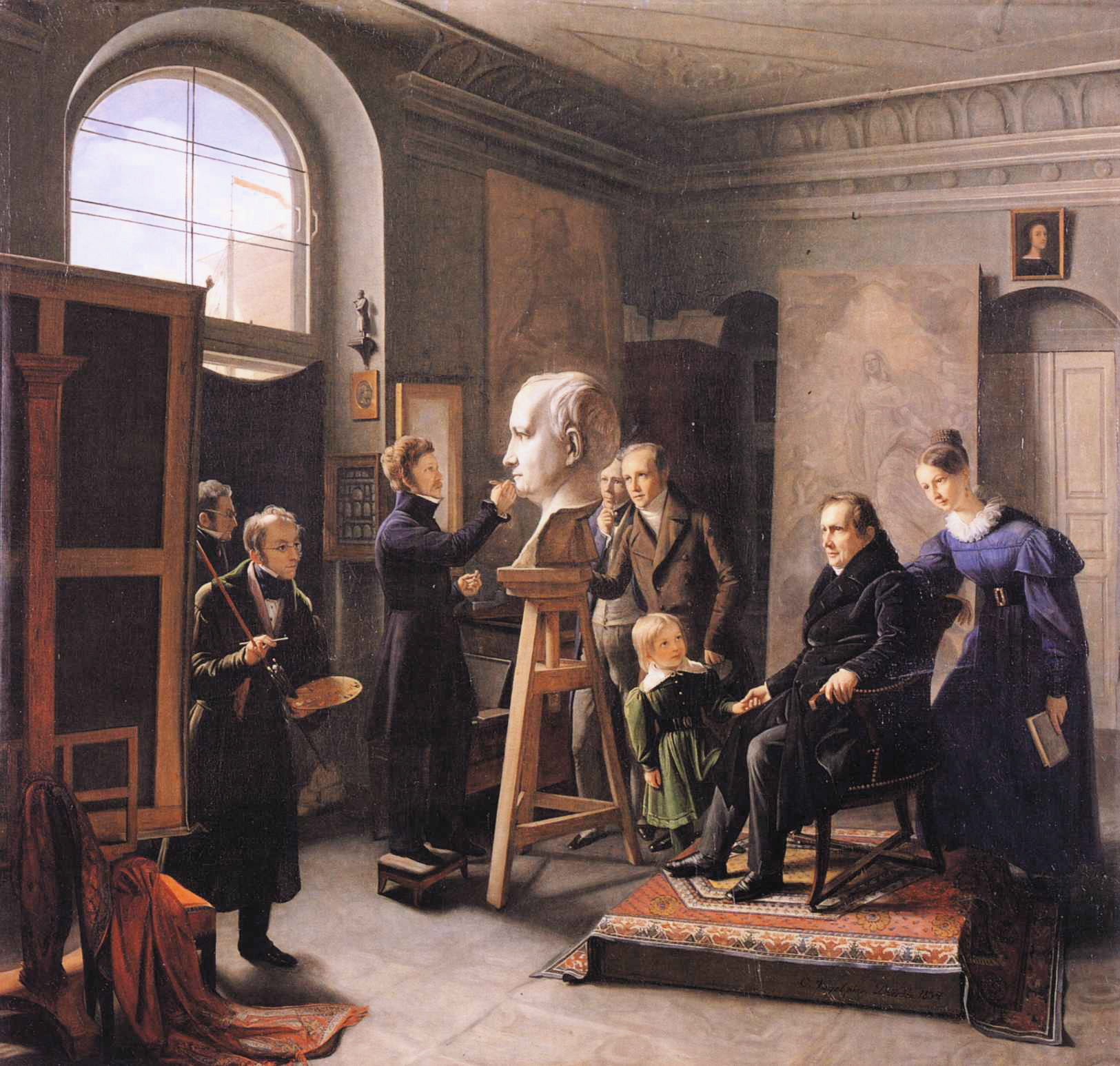
Людвиг Тик позирует для своего портрета скульптору Давиду д'Анже. 1834. Холст, масло. Музей изобразительных искусств, Лейпциг
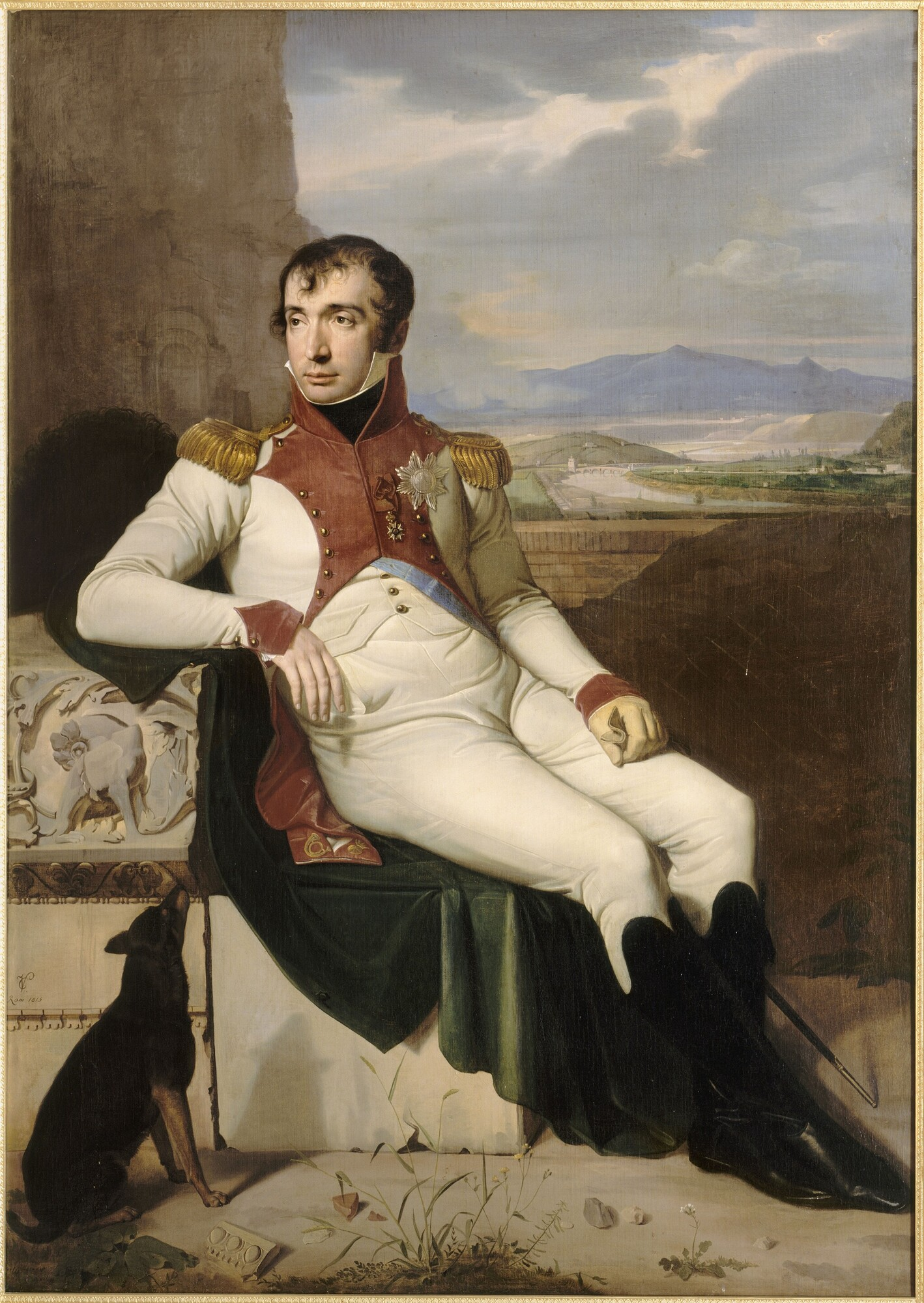
Портрет сидящего Луи Бонапарта в форме генерала голландской кавалерии. Между 1813 и 1815. Холст, масло. Версаль
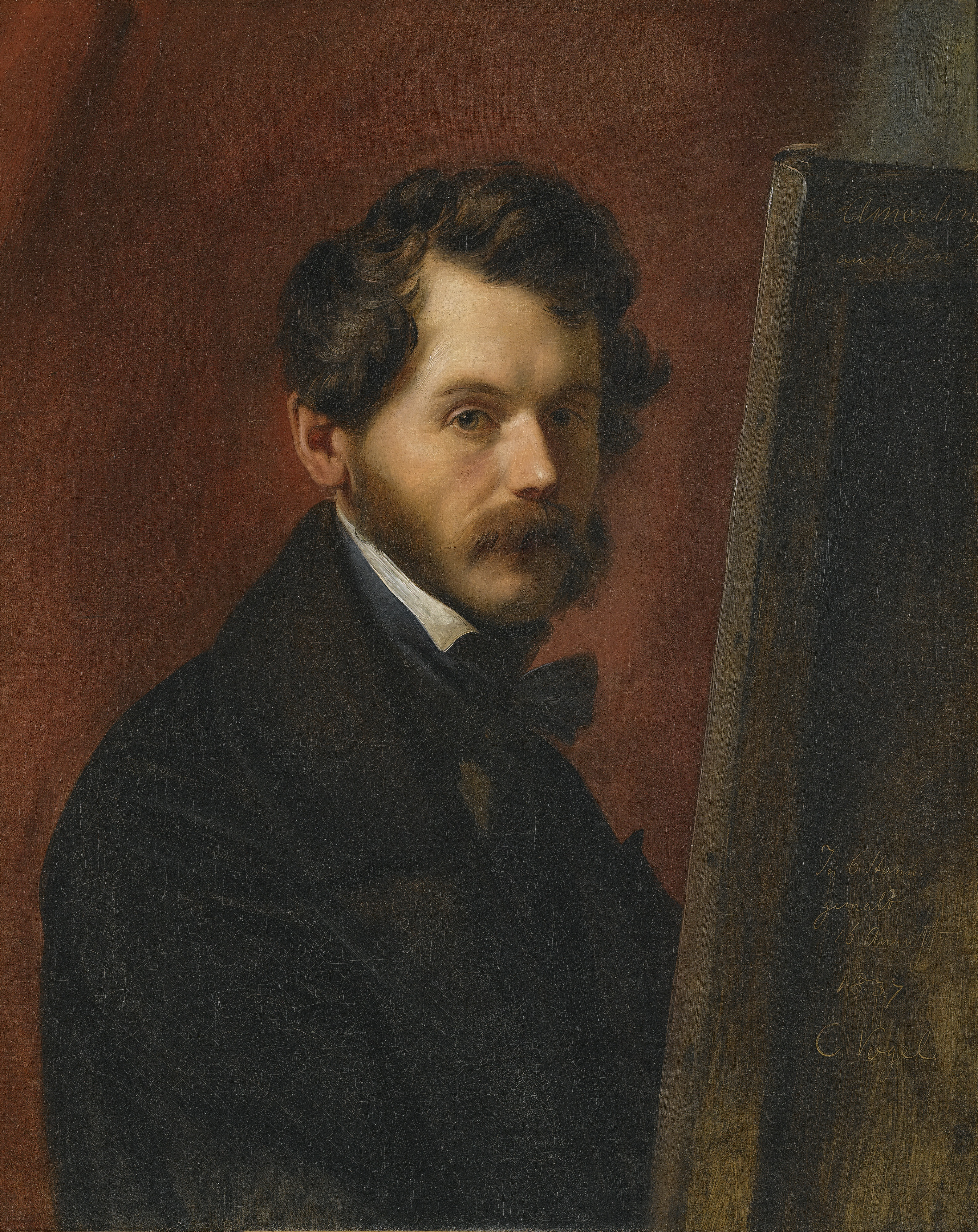
Портрет Фридриха фон Амерлинга. 1837. Холст, масло. Частное собрание
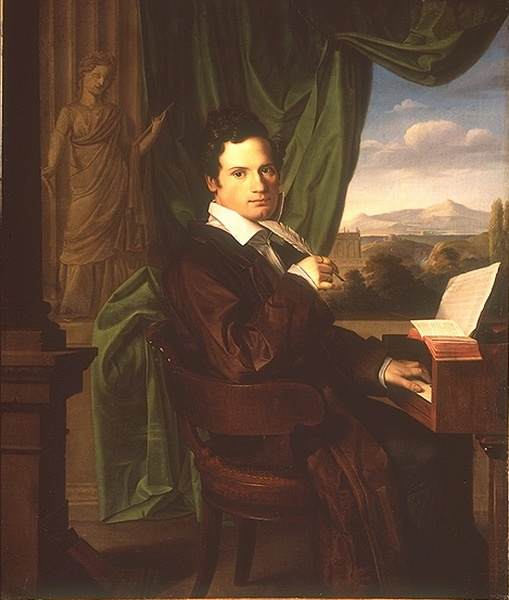
Генрих Мария Шмидт. Ок. 1835. Холст, масло. Старая национальная галерея, Берлин
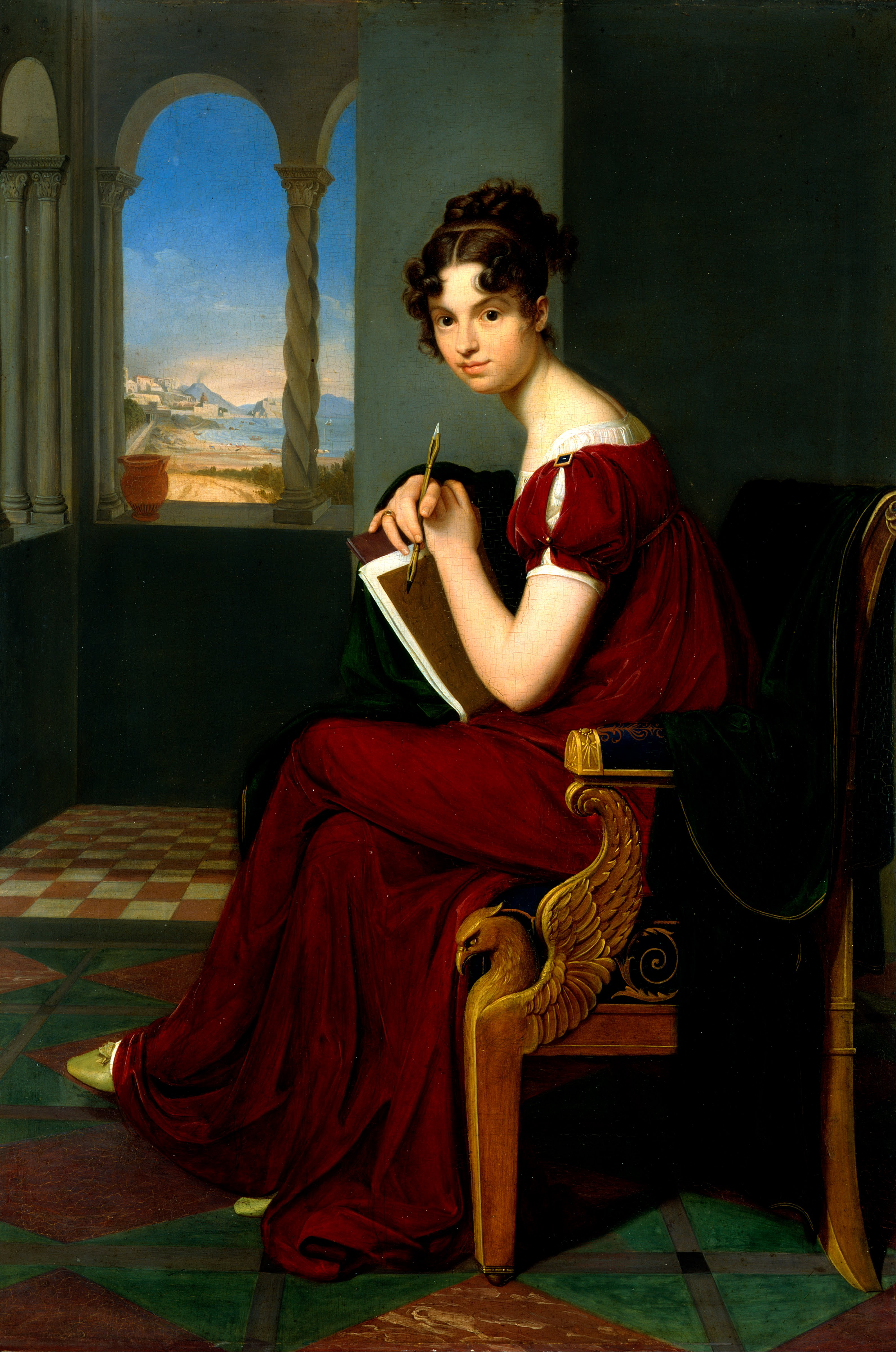
Молодая девушка с альбомом для рисования. 1816. Дерево, масло. Галерея новых мастеров, Дрезден
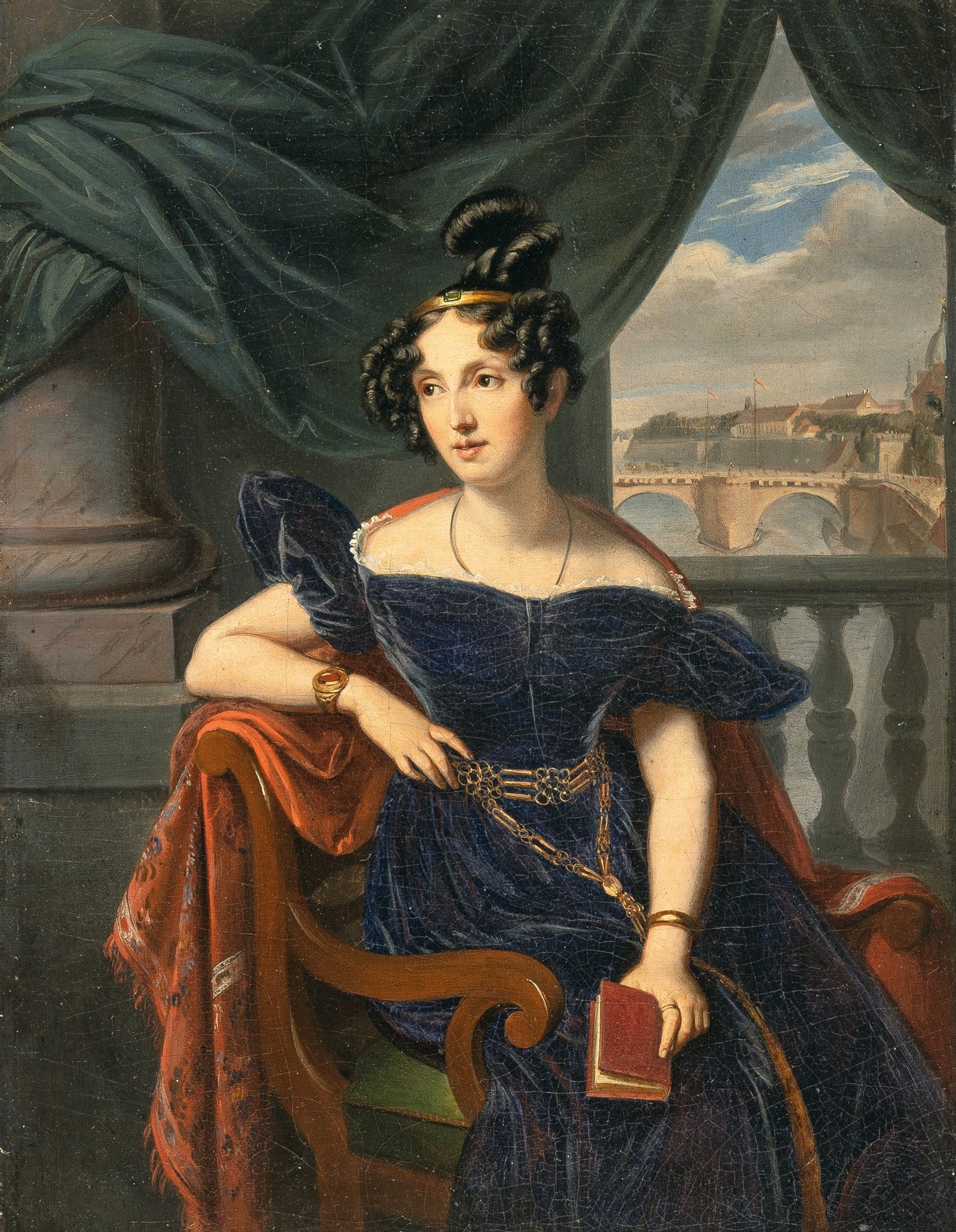
Портрет принцессы Марии Луизы Пармской. 1834. Холст, масло. Частное собрание
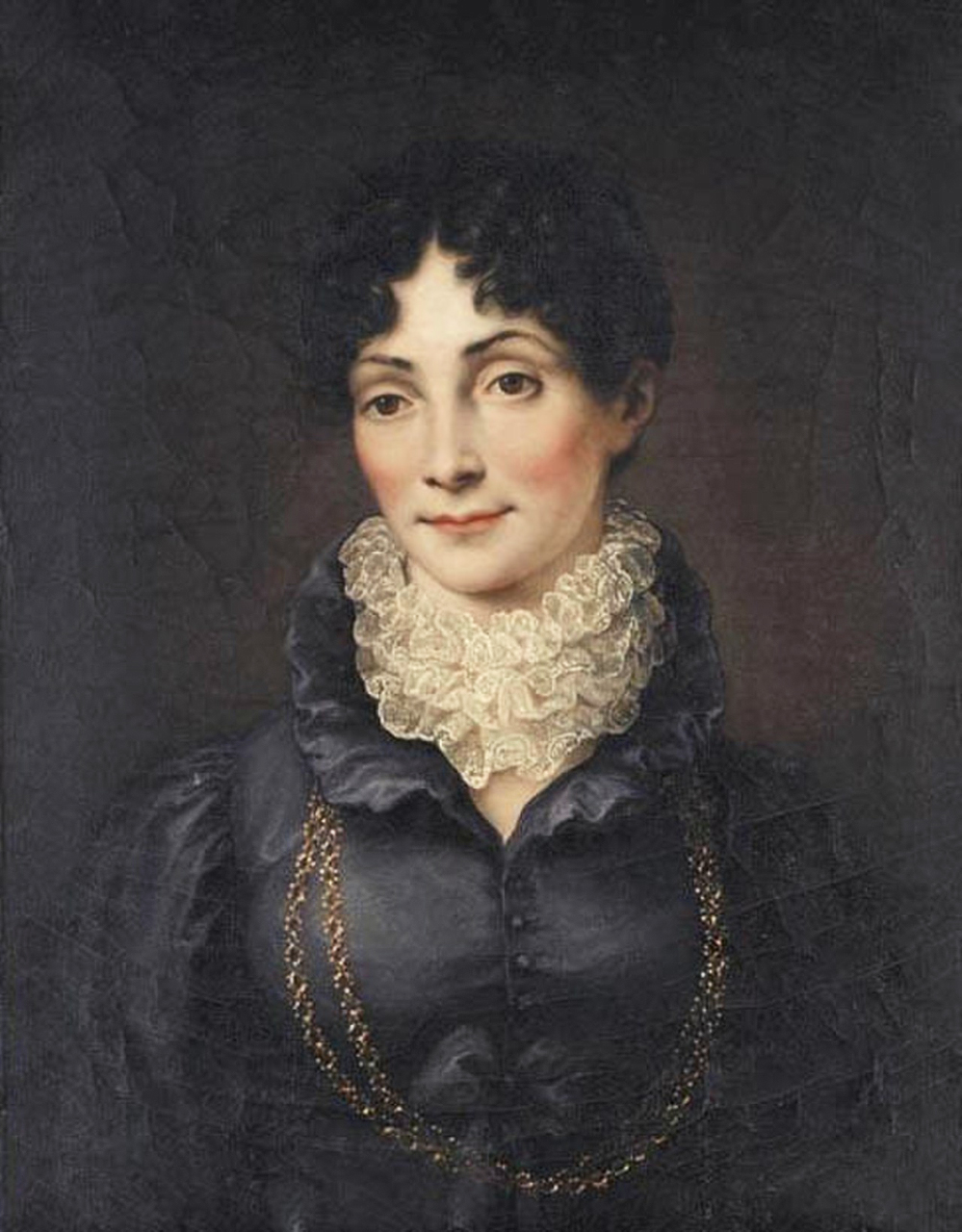
Шарлотта Мекленбург-Стрелицкая
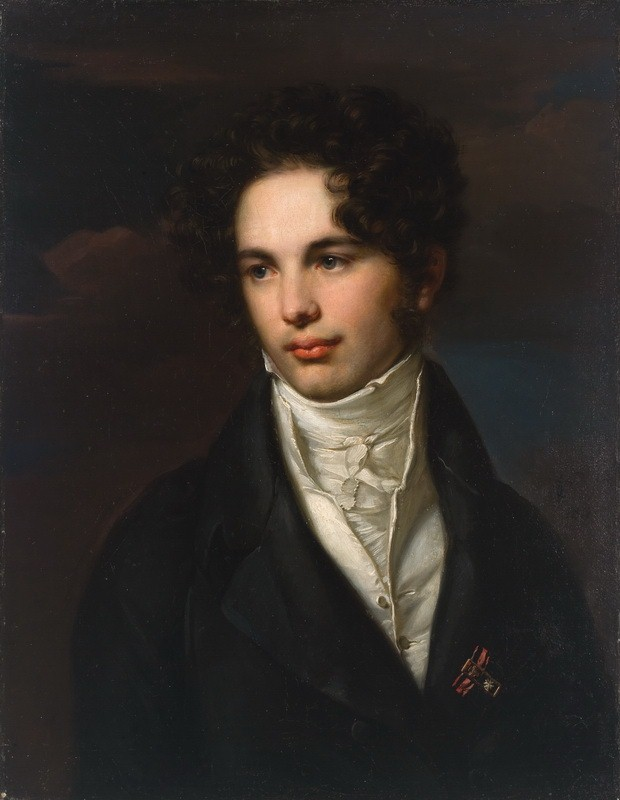
Князь Николай Васильевич Долгоруков. 1811
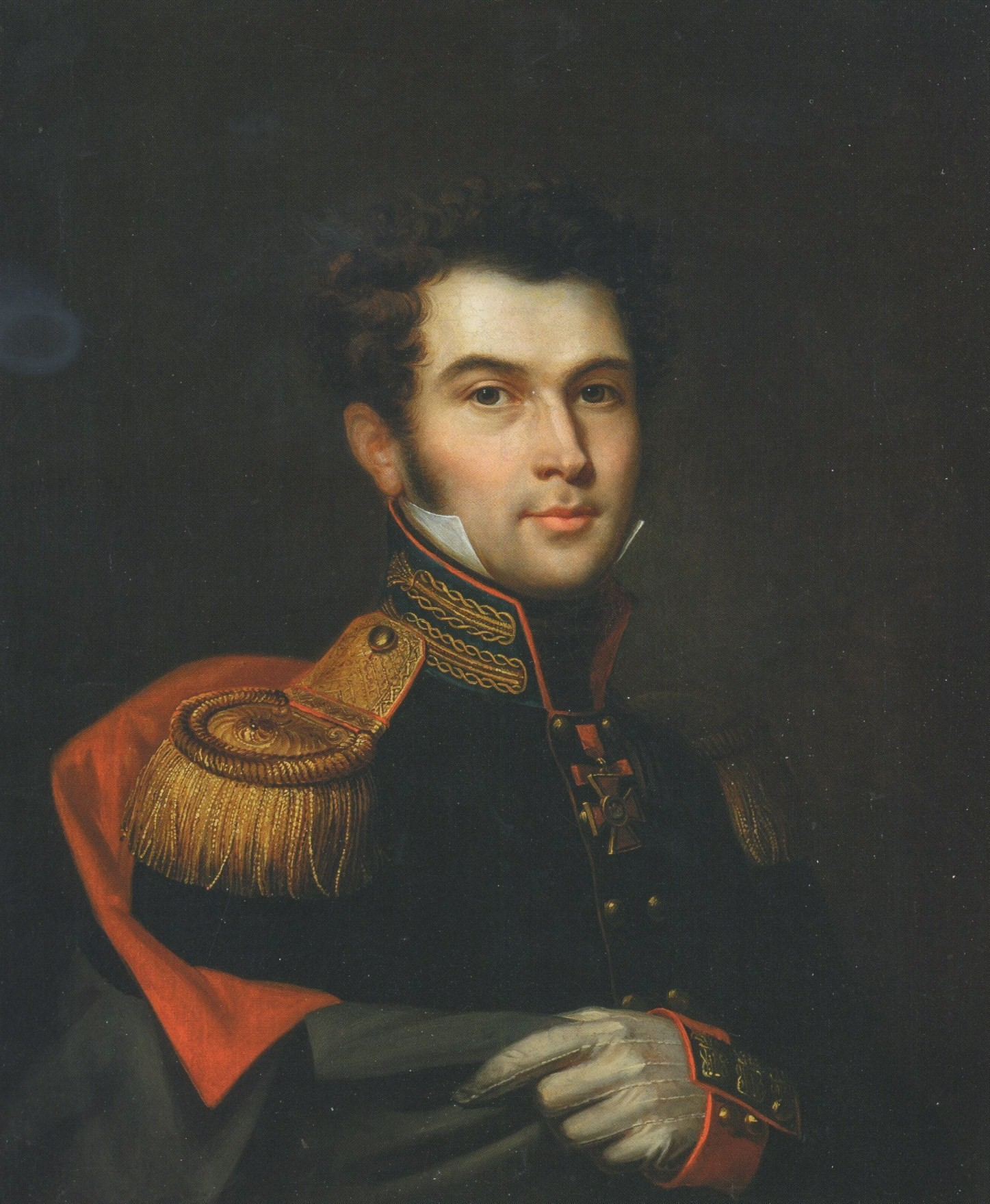
Николай Александрович Челищев. Между 1808 и 1812
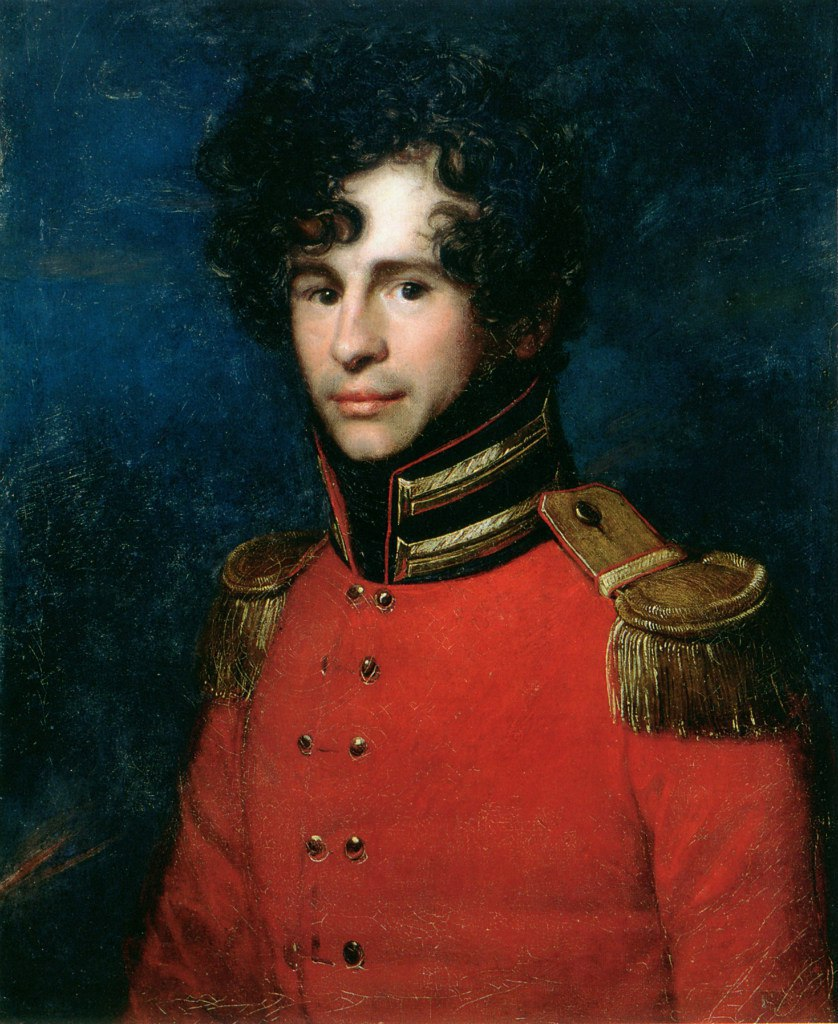
Портрет Ивана Сергеевича Леонтьева. Между 1809 и 1812. Холст, масло. Государственный музей «Ростовский кремль»
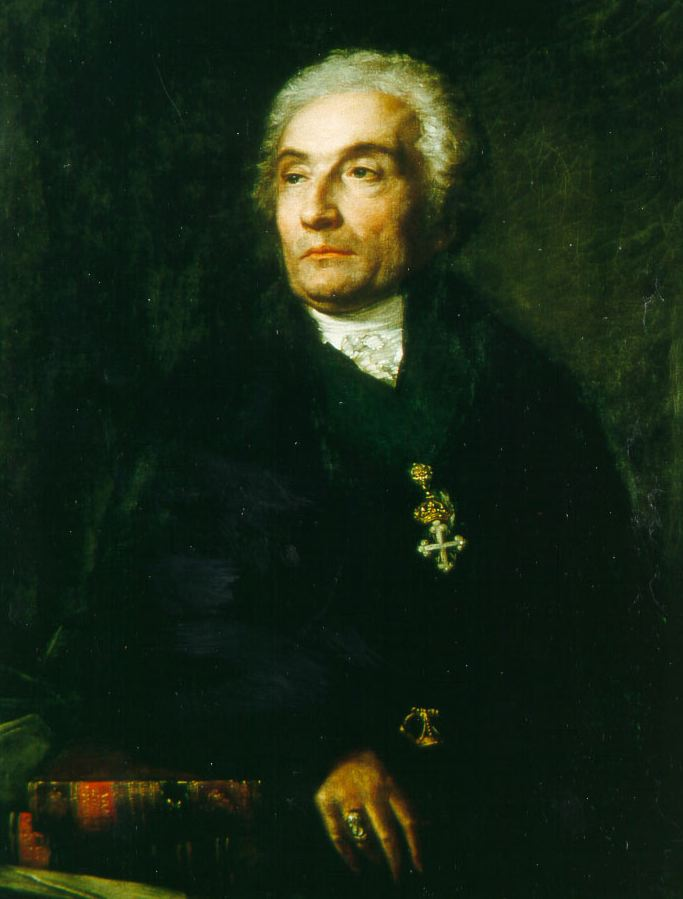
Портрет Жозефа де Местра. 1810. Холст, масло. Музей искусства и истории, Шамбери
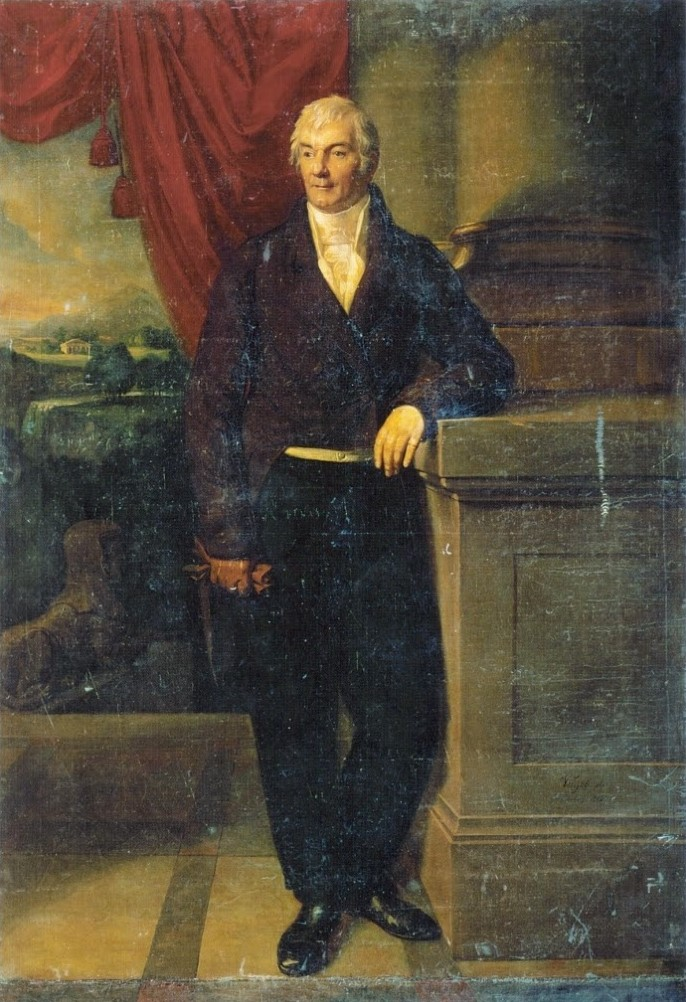
Граф Орлов Владимир Григорьевич. 1812. Холст, масло. Государственная Третьяковская галерея, Москва
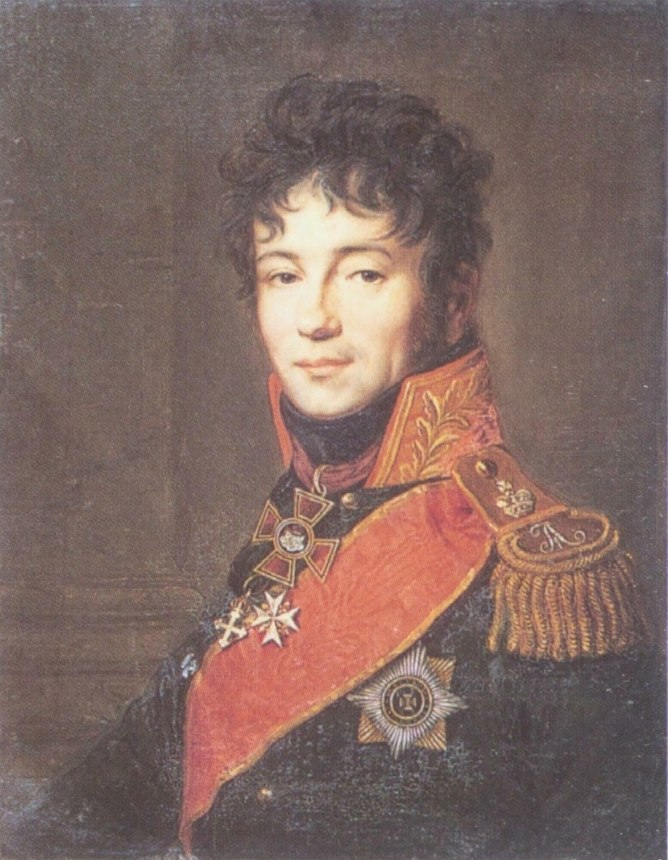
Портрет графа Евграфа Фёдотовича Комаровского. Между 1808 и 1812. Холст, масло. Государственный Русский музей, Санкт-Петербург
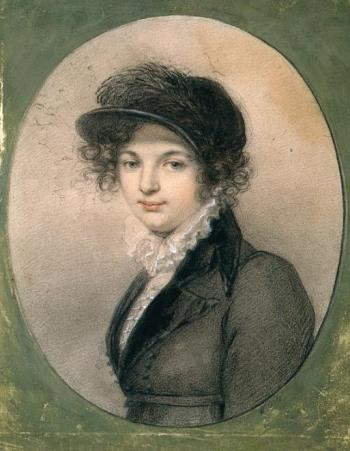
Eкатерина Салтыкова. 1811. Бумага, акварель, пастель (?)
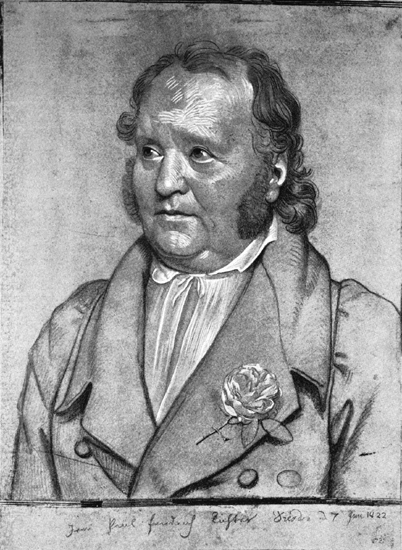
Портрет Жан-Поля. 1822. Бумага, итальянский карандаш, бпелила. Вюрцбургская галерея
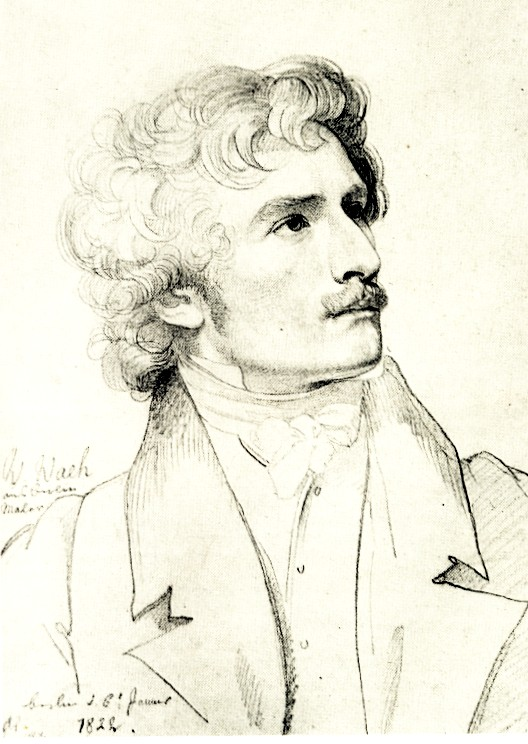
Карл Вильгельм Вах. 1822. Бумага, карандаш, перо, чернила. Гравюрный кабинет, Дрезден
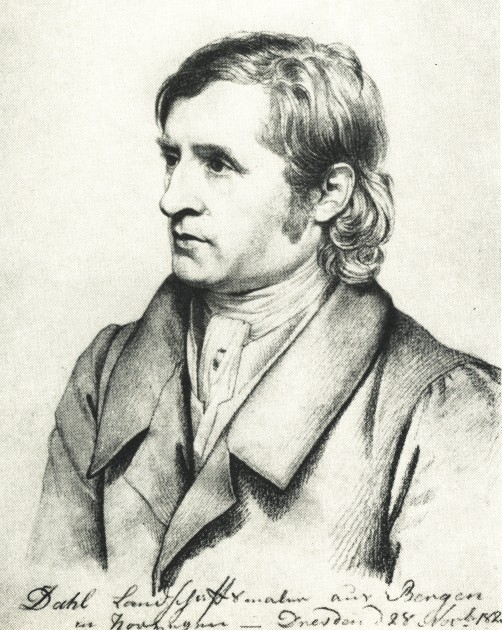
Портрет художника Юхана Христиана Даля. 1823. Гравюрный кабинет, Дрезден

## Прижизненные издания рисунков
- Verzeichnis der in den Jahren 1814 bis 1857 in Italien von C. Vogel v. V. teils selbst gemachten, teils gesammelten Abzeichnungen und Durchzeichnungen nach altitalienischen Meistern. München 1860
- Die Hauptmomente von Goethe’s Faust, Dante’s Divina Commedia und Virgil’s Aeneïs. Bildlich darstellt und nach ihrem innern Zusammenhange erläutert. Fleischmann, München 1861